# Eccidio di Sant'Anna di Stazzema
L'eccidio di Sant'Anna di Stazzema fu un crimine di guerra nazifascista compiuto dai soldati tedeschi di tre compagnie della 16. SS-Panzergrenadier-Division "Reichsführer-SS", comandata dal Gruppenführer Max Simon e da collaborazionisti italiani della Repubblica Sociale Italiana (RSI). All'alba del 12 agosto 1944 tre reparti circondarono l'abitato di Sant'Anna (una frazione di Stazzema, Provincia di Lucca, Toscana), mentre un quarto si attestava più a valle, sopra il paese di Valdicastello, per bloccare ogni via di fuga. Nonostante agli inizi del mese Sant'Anna fosse stata dichiarata zona bianca dai tedeschi, in grado cioè di accogliere popolazione civile sfollata, in poco più di tre ore furono massacrate 560 persone, tra cui molti bambini.
Come accertò la magistratura militare italiana non si trattò di rappresaglia in risposta a una determinata azione del nemico, ma - come è emerso dalle indagini - si trattò di un atto terroristico premeditato e curato in ogni dettaglio per annientare la volontà della popolazione, soggiogandola grazie al terrore. L'obiettivo era quello di distruggere il paese e sterminare la popolazione per rompere ogni collegamento fra i civili e le formazioni partigiane presenti nella zona.

## Storia

### Il contesto e la resistenza italiana
Con il crollo del fronte di Cassino le due armate tedesche in Italia si trovarono in una situazione precaria, sotto costante pressione delle armate alleate che risalivano rapidamente verso la pianura Padana. Impossibilitate a rispettare le disposizioni di Adolf Hitler che pretendeva di mantenere le posizioni «a tutti i costi», le forze tedesche si ritirarono lungo la linea difensiva fortificata precedentemente allestita sull'Appennino tosco-emiliano, la Linea Gotica, poi rinominata con il meno altisonante Linea Verde (Grüne Linie).
In seguito all'ingresso degli alleati a Roma il 5 giugno 1944, la Wehrmacht ebbe un crollo militare e perse interamente la zona dell'Italia centrale tra Cassino e Perugia, e il comandante tedesco del fronte Sudovest, Albert Kesselring, cosciente dell'incompletezza della Linea Verde-Gotica, predispose una ritirata combattuta con l'obiettivo di stabilizzare il fronte nei pressi del lago Trasimeno per permettere il rafforzamento della linea fortificata sugli Appennini e nel frattempo rastrellare quanti più civili italiani possibili da far lavorare nella costruzione della stessa Linea Gotica.
La stabilizzazione del fronte tentata da Kesselring sul Trasimeno fu breve, e il 4 luglio la zona d'operazione della 14ª Armata tedesca fu estesa alle provincie di Apuania (l'odierna provincia di Massa-Carrara), Lucca, Pistoia, Firenze e Arezzo. 
In questo contesto, un aspetto di fondamentale importanza strategica per Kesselring fu di impedire al movimento resistenziale di mettere in pericolo la costruzione della linea, che per forza di cose poteva essere presidiata da un numero esiguo di truppe e quindi era particolarmente vulnerabile agli attacchi partigiani. Il pericolo rappresentato dai partigiani nelle montagne appenniniche era diventato così forte che al giudizio di Kesselring e dei comandi della Wehrmacht si doveva ormai parlare di movimento insurrezionale pianificato e impostato militarmente, che non poteva più essere qualificato con disprezzo come mero banditismo: si trattava invece di un nemico «che combatteva secondo i princìpi della guerriglia» alle spalle delle truppe al fronte e che era quasi impossibile contrastare efficacemente. 
Per la costruzione della linea e il suo rafforzamento erano competenti i comandi di corpo d'armata schierati nei vari settori, che istituirono delle squadre d'ispezione che assieme all'Organizzazione Todt e i reparti del genio fortificazioni, dovevano coordinare la costruzione della linea difensiva. Nella zona della 14ª Armata - schierata dalla costa tirrenica della zona di Massa fino al passo del Giogo - il LXXV Corpo d'armata aveva la sua squadra d'ispezioni a Fivizzano, e a tale corpo ai primi di giugno venne assegnata la 16. SS-Panzergrenadier-Division "Reichsführer-SS" (16ª Divisione meccanizzata "Reichsführer"-SS") per la protezione della costa tra Carrara e Livorno e la lotta antipartigiana nelle Alpi Apuane. Il generale Gustav-Adolf von Zangen incaricato della costruzione delle fortificazioni occidentali della linea Gotica, per contrastare il movimento partigiano concordò con Karl Wolff che l'Oberführer delle SS Friedrich Hildebrandt rendesse sicura la parte orientale mentre l'Oberführer Karl Heinz Bürger avrebbe assunto lo stesso incarico nella parte occidentale. Le SS proposero inoltre che la popolazione civile delle singole località fosse considerata responsabile della sicurezza di determinati obiettivi, e qualora questi fossero stati danneggiati, tutti gli abitanti delle relative località sarebbero stati giustiziati. Preoccupato dell'attività partigiana, von Zangen arrivò a chiedere un massiccio concentramento di truppe lungo la linea Gotica, in modo tale che fosse «preventivamente presidiata» in attesa che vi si attestassero i soldati di prima linea delle due armate che combattevano al fronte. La mancanza di truppe a disposizione fece cadere nel vuoto la richiesta di von Zangen, il quale dovette constatare che a giugno i lavori di fortificazione sulle montagne di Carrara e sulla fondamentale postazione di monte Altissimo, a est di Carrara, furono spesso interrotti a causa dell'intensa attività partigiana. 
Le Alpi Apuane, che per la difesa tedesca rappresentavano un formidabile sbarramento naturale ed erano di particolare importanza per la protezione del fianco occidentale della linea, si rivelarono particolarmente difficili da proteggere e controllare. Con l'aumentare dell'attività partigiana il 9 giugno il LXXV Corpo d'armata ordinò un ennesimo rastrellamento nella zona dall'entroterra di Rapallo e nella regione a nord-est di Massa tra monte Tambura e monte Pania della Croce (inclusa Stazzema) ad opera della 16ª Divisione meccanizzata "Reichsführer-SS", mentre la 19ª Divisione da campagna della Luftwaffe incaricata di rastrellare la zona di Castelnuovo di Val di Cecina e a nord di Follonica. 
In particolare preoccupava i tedeschi che i partigiani controllassero le vie di comunicazione nelle retrovie del fronte: non soltanto mettevano in pericolo i rifornimenti e i punti nevralgici come fabbriche e centrali elettriche, ma avrebbero potuto creare problemi in caso di ripiegamento.
Questi timori trassero nuovo alimento durante la perdita di Massa il 24 giugno in seguito all'avanzata alleata: in questo episodio i tedeschi lamentarono attacchi «delle bande alle spalle» e ciò indusse i comandi militari tedeschi ad attuare attorno alla Linea Gotica rastrellamenti condotti senza scrupoli.
Le azioni di rastrellamento nelle retrovie Apuane furono quindi ulteriormente intensificate a luglio 1944; dal 30 giugno al 7 luglio sotto il comando del generale Theodor von Hippel venne attuata l'operazione Wallenstein, nella quale furono impiegati 5-6 000 uomini per rastrellare un'area attorno al massiccio montuoso tra Parma e La Spezia e chiudere i partigiani in una sacca delimitata dalle strade che collegavano Parma-Aulla-Fivizzano-Passo del Cerreto. Fu quindi progettata una seconda operazione a occidente della strada La Spezia-Parma per garantire la sicurezza della linea ferroviaria che collega le due città. L'azione, chiamata Wallenstein II, fu proseguita verso occidente per contrastare i partigiani attestati nella zona del monte Penna, ma al pari dell'azione precedente, si rivelò sostanzialmente fallimentare, perché dopo i rastrellamenti, i partigiani ricomparirono immediatamente nelle zone.
Da metà giugno gli ordini superiori relativi alla lotta antipartigiana furono estremamente inaspriti. Il 17 giugno Kesselring emanò il nuovo «Regolamento per la lotta alle Bande partigiane» dove si mise in chiaro che l'esercito tedesco considerava le attività partigiane estremamente pericolose e per contrastare tale attività bisognava agire con estrema durezza, servendosi di tutti i mezzi a disposizione, ribadendo che sarebbe stata sua premura «proteggere i comandanti» che avessero esagerato nella scelta dei mezzi d'intervento nella repressione. Il comandante superiore Sudovest esigeva che si reagisse con tempestività e brutalità alle azioni della Resistenza: nelle zone con elevato movimento delle bande occorreva «arrestare una percentuale di popolazione maschile», e nel caso in una località si fossero registrate azioni contro le truppe tedesche o danneggiamento di materiale militare, si sarebbe dovuto distruggere la località intera, i maschi maggiori di 18 anni sarebbero stati fucilati, mentre gli autori e i caporioni andavano «pubblicamente impiccati». I generali tedeschi in Italia applicarono alla lettera le disposizioni di Kesselring, e anzi le direttive del feldmaresciallo subirono ulteriori inasprimenti: a luglio venne ordinato che non fosse «avviato nessun procedimento giudiziario (né marziale)» a quegli esponenti della popolazione sospettati di proteggere i partigiani, costoro dovevano essere immediatamente fucilati, e stessa sorte fu riservata a eventuali prigionieri «appartenenti a bande». Il 30 luglio il decreto per la Bekämpfung von Terroristen und Saboteuren ("Lotta contro terroristi e sabotatori") esplicitò che qualunque persona fosse stata sorpresa a compiere atti a danneggiamento della Wehrmacht andava abbattuta sul posto senza fare prigionieri. Con la trasmissione di questi ordini, di fatto le popolazioni dell'Appennino venivano considerati direttamente responsabili della comparsa dei partigiani nelle zone da loro abitate.

### La situazione nella zona di Sant'Anna
L'avvio della resistenza nella zona di Sant'Anna, come in altre zone, fu stentato. Inizialmente si crearono piccoli gruppi di antifascisti o ex sbandati del Regio Esercito, che via via andarono collegandosi tra loro fino a creare un primo nucleo chiamato in seguito "Cacciatori delle Apuane", raccolto nella zona di Seravezza attorno al sottotenente dell'aviazione Gino Lombardi. Dopo i primi bandi di chiamata alle armi della Repubblica Sociale Italiana (RSI), il gruppo crebbe fino a contare poco più di venti uomini, e a fine gennaio 1944 si unì alla formazione l'inviato del Cln stazzereste Lorenzo Bandelloni, un fante della "Sassari" che in Jugoslavia aveva combattuto con l'Esercito Popolare di Liberazione della Jugoslavia. 
Verso marzo si intensificarono i rastrellamenti da parte della Guardia nazionale repubblicana, che raggiunsero l'acme nel mese di aprile. Il 21 Gino Lombardi e il suo vicecomandante furono uccisi durante uno scontro a fuoco con i fascisti nella città di Sarzana, e i "Cacciatori delle Apuane" si sciolsero, e i più si raccolsero attorno a Bandelloni a Seravezza. Il 13 maggio il gruppo di Bandelloni si unì alla formazione "Mulargia" di Marcello Garosi "Tito" alla quale si unì Ottorino Balestri, ex-commilitone di Lombardi. In quei mesi, quando ancora secondo i rapporti tedeschi la situazione politica veniva giudicata soddisfacente e «la maggior parte della popolazione mantiene un atteggiamento tranquillo», i tedeschi si preoccupavano soprattutto dell'evacuazione forzata della popolazione e del reperimento di forza lavoro.  
Tutto cambiò dopo l'entrata anglo-statunitense a Roma; con il fronte che si spostava rapidamente verso nord i rapporti tedeschi registrarono un cambiamento nella popolazione, la quale ora «simpatizza palesemente con gli avversari» mentre «[...] L'attività delle bande ha assunto a volte l'aspetto di ribellione aperta, con attacchi a mezzi di trasporto dell'esercito tedesco e cose del genere».
Un rapporto riferì del «passaggio ai ribelli» degli appartenenti al distretto militare di Massa, e segnalò uno sgretolamento delle unità militari italiane, richiedendo nel contempo un rafforzamento delle forze a disposizione per la lotta alle bande nella provincia di Lucca e quella di Apuania.
Presi da eccessivo entusiasmo il 9 giugno i partigiani della "Mulargia" occuparono Forno in attesa di uno sbarco alleato tra Viareggio e Marina di Carrara. Lo sbarco non ci fu (probabilmente i comandi partigiani interpretarono male alcuni radiomessaggi di Radio Londra annuncianti un aviolancio e non uno sbarco), mentre ci fu la violenta reazione dei nazifascisti, che attaccarono Forno il 13 e la riconquistarono facilmente. Ci furono 68 vittime, delle quali 56 furono fucilate. Bandelloni e Balestri sopravvissero al rastrellamento mentre Garosi venne ucciso, così i due riunirono gli uomini nei dintorni di Seravezza, li distribuirono in tre compagnie e dettero alla nuova formazione il nome di "Gino Lombardi".
Il 20 giugno il comando della formazione fu spostato alla Tacca Bianca, sul monte Altissimo, tuttavia dopo alcuni scontri a fuoco nei dintorni, che portarono partigiani di altre formazioni a ritirarsi verso la Tacca Bianca, la posizione fu giudicata troppo isolata e quindi indifendibile, così il 3 luglio cominciò il ripiegamento verso monte Gabberi, sopra Sant'Anna di Stazzema, da dove erano partiti in origine gli uomini di Lombardi la primavera precedente.
In tempo di pace Sant'Anna di Stazzema contava poco più di 300 abitanti, raccolti ai piedi di monte Lieto e sul crinale tra monte Ornato a ovest e monte Gabberi a est. Gli insediamenti principali sono Il Pero, dove si trovavano la chiesa, la scuola e un negozio di alimentari, poi Sennari e Case di Berna. Altri gruppi di case, spesso non più di due o tre edifici, erano più isolati e sparsi, come Vaccareccia, Case, Colle e Coletti, collegati tramite un reticolo di sentieri e mulattiere ai centri della valle come Valdicastello e Pietrasanta. Nell'agosto 1944 il numero dei civili presenti in zona si era accresciuto con l'arrivo di un numero imprecisato di sfollati, che dalla costa cercarono riparo a causa dei bombardamenti alleati.
La popolazione nella zona di Sant'Anna in quell'estate viveva in una condizione precaria, stretta tra i partigiani insediati sui monti a nord e i tedeschi concentrati nei centri abitati a sud. Questi ultimi nelle azioni antipartigiane tendevano poi a non fare distinzione fra «banditi» e civili, soprattutto se i civili si trovavano in zone contrassegnate come «bandengebiet» ("zona di attività delle bande") come lo era appunto la zona delle Apuane. Questa mancata distinzione, oltre che dettata da scelte operative che miravano a terrorizzare la popolazione per colpire indirettamente il movimento partigiano, era in parte dovuta ai rapporti fuorvianti trasmessi al comando del LXXV corpo d'armata, secondo i quali la popolazione agiva aiutando i partigiani con «segni di riconoscimento, codici di comunicazione, segnali di allarme e specchietti delle allodole». Dunque gli uomini della 16. SS-Panzergrenadier-Division "Reichsführer-SS" di Max Simon, presente in zona, e già macchiatasi di cruenti eccidi contro la popolazione civile in Toscana e altrove, erano ormai abituati ad agire senza fare distinzione fra civili e partigiani. 
Parallelamente anche il rapporto tra la popolazione e i partigiani non fu semplice; la presenza in zona dei 300-350 uomini della brigata "Gino Lombardi" era quotidiana e creava qualche problema, ma a peggiorare le cose era la presenza nella zona di alcuni detenuti evasi dal carcere di Massa e quella di alcuni disertori della Wehrmacht e delle Waffen-SS. Entrambi questi gruppi portarono notevoli problematicità ai civili; molti dei disertori si rivelarono in realtà spie, che denunciavano e segnalarono alcuni civili e presunti partigiani, mentre i detenuti in zona angustiavano la popolazione con le loro prepotenze. I partigiani della "Gino Lombardi" erano di orientamento prevalentemente comunista, ma con al loro interno anche elementi cattolici e liberali. Relativamente bene armati grazie alla fornitura di armi dell'Office of Strategic Services (OSS), tra luglio e i primi di agosto si erano distinti in alcune azioni di fuoco con le forze di occupazione, ma nonostante il positivo bilancio operativo, nei primi giorni di agosto la componente comunista si staccò dal resto della formazione a causa di divergenze dovute al non riuscito tentativo di questi di subordinare al loro controllo anche i gruppi di diverse tendenze. Sul posto restarono quindi circa 150 uomini al comando di Bandelloni, acquartierati nella zona di Monte Gabberi. Successivamente anche il gruppo di Bandelloni lasciò la zona l'8 agosto dopo uno scontro a fuoco con uomini della 6ª compagnia del II battaglione del SS Panzer-Grenadier Regiment 35 (lo stesso che avrebbe operato a Sant'Anna il 12) presso Farnocchia.

### Le evacuazioni dalla Toscana nell'estate 1944
Come scrisse lo storico Lutz Klinkhammer «nella drammatica situazione militare dell'inizio dell'estate 1944, all'ordine del giorno vi era unicamente il problema di evacuare la popolazione toscana», e a tal proposito venne creato uno stato maggiore denominato "colonnello Ebner" con lo scopo di evacuare la popolazione presente tra i 10 km a nord e 20 km a sud della Linea Verde e allo stesso tempo arruolare più personale possibile per la costruzione della linea difensiva stessa. Nella zona da sgomberare sarebbero dovuti rimanere solo coloro che erano occupati presso la Wehrmacht e l'Organizzazione Todt, e "Ebner" ebbe l'autorizzazione di prelevare «la popolazione maschile [...] di 17-45 anni compiuti» per metterli a lavorare sulla Linea Verde. Dato che lo stato maggiore Ebner non aveva a disposizione mezzi di trasporto, le evacuazioni dovevano compiersi solo grazie alla collaborazione delle truppe e sotto le disposizioni dei vari comandi militari territoriali. Fin da subito fu chiaro però che evacuazioni di massa di grossi centri urbani come Pisa, Massa, Carrara e La Spezia sarebbe stata un'impresa impossibile a causa della mancanza di personale e della mancanza di collaborazione da parte dei civili stessi.
Nello specifico la Versilia venne colpita da ordini perentori di evacuazione; il 1º luglio venne evacuata Forte dei Marmi, il 5 la zona tra Strettoia e Cinquale, il 7 Arni, il 10 il comune di Seravezza, il 27 fu ordinato lo sgombero di Pietrasanta e Stazzema. Molti di questi si rifugiarono a Valdicastello, mentre Stazzema venne evacuata solo in parte. Ripa, Strettoia e Corvaia furono rase al suolo, il 29 furono affissi ordini di evacuazione a Stazzema (nella cui circoscrizione cadeva Sant'Anna) e il 31 i tedeschi salirono a Farnocchia per intimare lo sgombero immediato. 
Quello stesso 31 luglio il generale Anton Dostler, dopo aver preso atto dell'impossibilità di sgomberare la popolazione tra Massa e Carrara entro il 3 agosto, consegnò al comandante della 16. SS-Panzergrenadier-Division "Reichsführer-SS" Max Simon, un ordine che lo autorizzava a sparare a chiunque fosse uscito di casa nella zona da evacuare. Il mese di agosto segnò dunque un ulteriore inasprimento nella repressione contro i civili; secondo Paolo Pezzino: «l'incremento dell'attività resistenziale veniva a questo punto associata indiscriminatamente a misure punitive e terroristiche contro la popolazione civile, identificata senz'altro (comprese donne e bambini) con i partigiani combattenti».
Nel dopoguerra nacquero polemiche sul mancato adempimento dell'ordine di evacuazione di Sant'Anna, e al riguardo lo storico Carlo Gentile osservò che già da tempo l'esercito tedesco aveva cominciato a eseguire lo sgombero dei civili dalla costa della Versilia e delle Alpi Apuane, e tale ordine di sgombero era stato esteso alle zone interne nel luglio 1944. Tuttavia, continua Gentile, l'esecuzione dell'ordine risultò da subito «quasi impossibile», sia perché la popolazione opponeva resistenza passiva, sia perché la Wehrmacht non disponeva di truppe e mezzi sufficienti per far rispettare l'ordine. È vero che i tedeschi ordinarono alla popolazione montana di evacuare l'area, ma è anche vero che da parte tedesca «non ci fu un seguito di azioni coordinate di sgombero» e quando la messa in atto degli ordini di sgombero passò alle divisioni, le direttive «caddero nel vuoto».
Per questo motivo, secondo la ricostruzione di Gentile, il nodo centrale non è tanto se i partigiani avessero o meno espressamente invitato la popolazione a disattendere l'ordine di evacuazione, quanto il disinteresse dei comandi tedeschi a mettere in sicurezza la popolazione. «In realtà nella voluminosa documentazione tedesca non c'è nessuna traccia di operazioni di sgombero coordinate nei giorni della strage. Il nodo centrale non è tanto il fatto se i partigiani avessero o meno espressamente invitato la popolazione a disattendere l'ordine di evacuazione impartito dalle autorità occupanti, quanto il disinteresse dei comandi nazisti a mettere al sicuro i civili in una regione in cui la crescente presenza militare veniva a essere per loro un rischio sempre più grave».

## L'eccidio del 12 agosto 1944
Fin dal 7 agosto, quindi prima degli scontri di Farnocchia, il comandante del LXXV corpo d'armata comunicò l'intenzione di attuare un'azione antipartigiana chiedendo nel contempo il permesso di utilizzare il 2º battaglione del 35º reggimento aggregato alla 16ª divisione SS. Presumibilmente si trattava di un'azione in risposta all'intensificarsi delle azioni partigiane di luglio, nonché il momento culminante del ciclo operativo iniziato dai tedeschi il 30 luglio. Secondo lo storico Paolo Pezzino lo scontro dell'8 agosto accelerò probabilmente i tempi dell'operazione contro i partigiani, e forse accentuò il suo carattere di sterminio, ma non ci sono dubbi che l'azione contro Sant'Anna venne decisa prima dell'8 agosto e a prescindere della presenza di partigiani nella zona. Sant'Anna era al centro dello schieramento partigiano nella zona, e per i tedeschi questo bastava per assimilare i civili come partigiani, inoltre la riluttanza dei tedeschi ad andare a cercare i partigiani nei boschi fece assumere alle azioni antipartigiane l'aspetto di mere rappresaglie contro i civili.
Nelle prime ore del 12 agosto tre colonne di soldati tedeschi provenienti da tre diverse località iniziarono a salire verso Sant'Anna di Stazzema: appartenevano al 2º battaglione del 35º reggimento della 16. SS-Panzergrenadier-Division sotto il comando di Anton Galler. Nel frattempo altri soldati crearono una cintura di demarcazione dell'area, tra cui carristi della Wehrmacht, uomini del battaglione della scuola militare alpina e del battaglione di addestramento reclute della divisione. I tedeschi arrivarono attorno alle 07:00 di mattina da tre direzioni: da monte Ornato, provenienti da Capriglia-Capezzano Monte; dalla Foce di Compito, provenienti da Ruosina, dalla Foce di Farnocchia, provenienti da Farnocchia. Una quarta squadra si fermò sopra Valdicastello per bloccare la strada di accesso a Sant'Anna.
La squadra che proveniva da monte Ornato raggiunse località Argentiera, un ex sito minerario sull'altro versante del colle rispetto agli altri borghi di Sant'Anna. Quasi tutte le testimonianze confermano che i tedeschi arrivarono per le 07:00, ora in cui parte degli uomini erano già al lavoro a governare gli animali, così le SS rastrellarono soprattutto donne e bambini, tra i quali moltissimi sfollati. Gli ostaggi furono condotti a Vaccareccia, dove era già presente una pattuglia tedesca, e vennero rinchiusi in diverse stalle e fondi di case assieme ad altri ostaggi. I tedeschi diedero quindi inizio alla strage, e dopo aver radunato le persone spararono, lanciarono bombe a mano, dettero fuoco alle case e alle stalle con i corpi dentro. Nonostante l'efferatezza di questo modus operandi, vi furono alcuni sopravvissuti, come Mario Marsili di 6 anni, che fu protetto dalle fiamme da una nicchia di pietra in cui era stato deposto da sua madre, Milena Bernadò di 16 anni, Ennio Navari di 13, Mauro Pieri di 12, Lina Antonucci di 9 e Mario Ulivi di 5 anni.
In poco più di mezza giornata vennero uccisi centinaia di civili, di cui solo 350 poterono essere in seguito identificati; tra le vittime 65 erano bambini minori di 10 anni di età. Il sito del Museo storico della Resistenza di Sant’Anna di Stazzema, a luglio 2023, riporta un elenco comunque incompleto di 393 vittime identificate. Dai documenti tedeschi peraltro non è facile ricostruire con precisione gli eventi: in data 12 agosto 1944, il comando della 14ª Armata tedesca comunicò l'effettuazione con pieno successo di un'"operazione contro le bande" da parte di reparti della 16. SS-Panzergrenadier-Divisione Reichsführer SS nella "zona 183", dove si trova il territorio del comune di S. Anna di Stazzema; l'ufficio informazioni del comando tedesco affermò che nell'operazione 270 "banditi" erano stati uccisi, 68 presi prigionieri e 208 "uomini sospetti" assegnati al lavoro coatto. Una successiva comunicazione dello stesso ufficio in data 13 agosto precisò che "altri 353 civili sospettati di connivenza con le bande" erano stati catturati, di cui 209 trasferiti nel campo di raccolta di Lucca.
I nazisti rastrellarono i civili, li chiusero nelle stalle o nelle cucine delle case, li uccisero con colpi di mitra, bombe a mano, colpi di rivoltella e altre modalità di stampo terroristico. La vittima più giovane, Anna Pardini, aveva solo 20 giorni (23 luglio-12 agosto 1944). Gravemente ferita, la rinvenne agonizzante la sorella maggiore Cesira (Medaglia d’Oro al Merito Civile) miracolosamente superstite, tra le braccia della madre ormai morta. Morì pochi giorni dopo nell'ospedale di Valdicastello. Infine, incendi appiccati a più riprese causarono ulteriori danni a cose e persone.
Prima dell'eccidio di Sant'Anna di Stazzema, nel giugno dello stesso anno, SS tedesche, affiancate da reparti della X MAS, massacrarono 72 persone a Forno. Il 19 agosto, varcate le Apuane, le SS si spinsero nel comune di Fivizzano (Massa Carrara), seminando la morte fra le popolazioni inermi dei villaggi di Valla, Bardine e Vinca, nel comune di Fivizzano. Nel giro di cinque giorni uccisero oltre 340 persone, mitragliate, impiccate, fino ad arrivare a bruciarle con i lanciafiamme.
Nella prima metà di settembre, con il massacro di 33 civili a Pioppetti di Montemagno, in comune di Camaiore (Lucca), i reparti delle SS portarono avanti la loro opera nella provincia di Massa Carrara. Sul fiume Frigido furono fucilati 108 detenuti del campo di concentramento di Mezzano (Lucca), mentre a Bergiola i nazisti fecero 72 vittime. Avrebbero poi continuato la strage con il massacro di Marzabotto.

### Le indagini

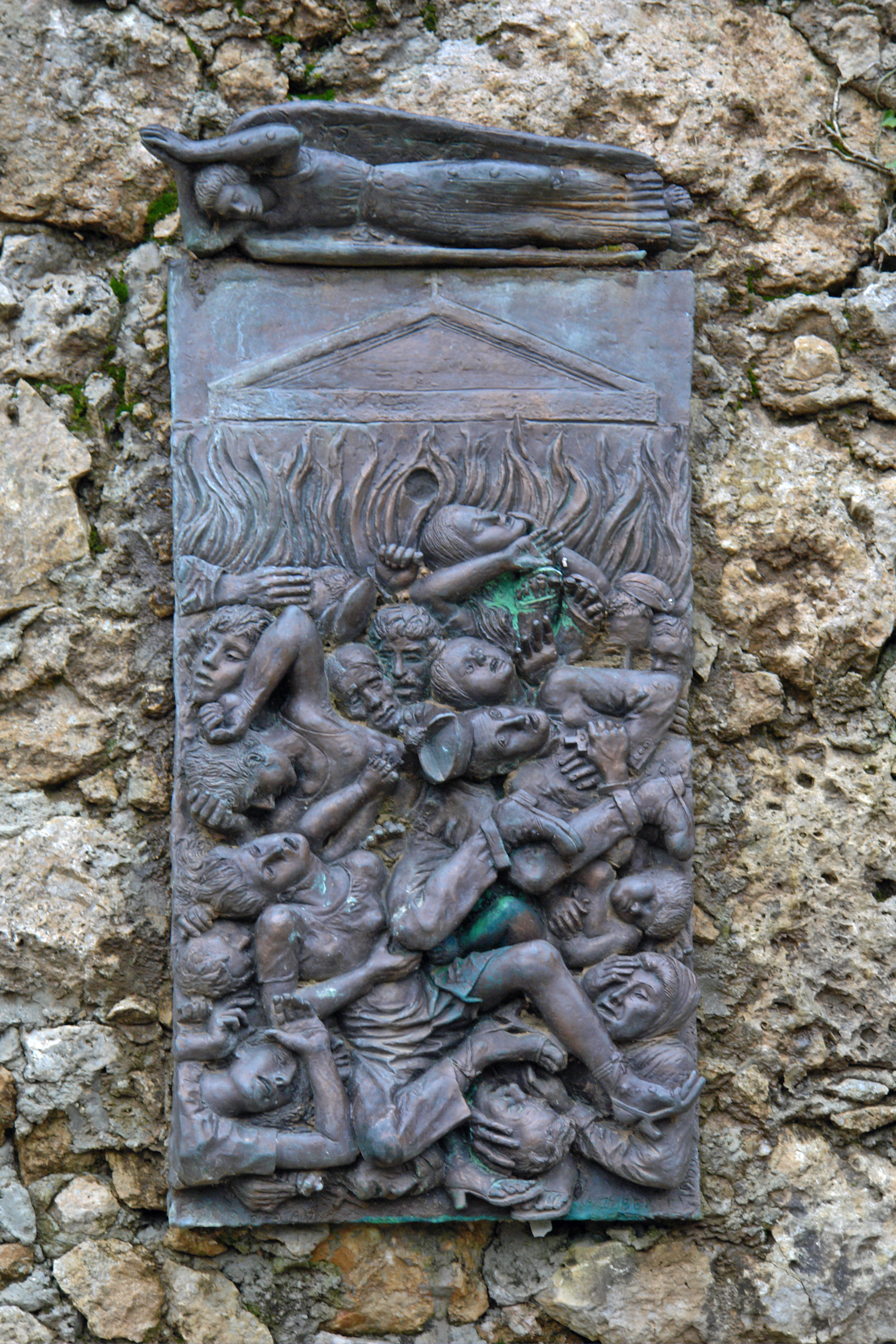
Bassorilievo sull'eccidio

Nell'estate del 1994, Antonino Intelisano (il procuratore militare di Roma), mentre cerca documentazione su Erich Priebke e Karl Hass, avvia un procedimento che porterà alla scoperta casuale, in uno scantinato della procura militare, di un armadio contenente 695 fascicoli «archiviati provvisoriamente», riguardanti crimini di guerra commessi da tedeschi e repubblichini. Tra questi viene trovata anche della documentazione relativa al massacro di Sant'Anna, per il quale verrà riaperta l'inchiesta che porterà a individuare alcuni dei responsabili.
Il procuratore militare di La Spezia Marco de Paolis (in seguito procuratore militare di Roma) grazie a indagini accurate riesce a individuare i responsabili di questo eccidio. È così che il 20 aprile 2004, davanti ai giudici del Tribunale Militare di La Spezia viene celebrato un processo per i responsabili di questo crimine. Erano passati dieci anni dalla scoperta dei fascicoli delle stragi "abbandonati" nell'armadio dello scantinato della procura militare di Roma, ma prima di de Paolis nessuno aveva pensato di fare indagini su questa e altra strage nazista di Sant'Anna.
Poiché tra soldati e ufficiali gli imputati sarebbero stati centinaia, fu deciso di rinunciare a processare i soldati - esecutori materiali dell'eccidio - per processare solo gli ufficiali che di quell'eccidio erano stati i veri responsabili, essendo stati loro a dare l'ordine del massacro.
Il giudice dell'udienza preliminare accolse quindi la richiesta del procuratore militare De Paolis di rinvio a giudizio per i tre ufficiali SS accusati di essere gli esecutori dell'eccidio. Tra i militari tedeschi accusati: Gerhard Sommer, 83 anni, comandante della 7ª compagnia del II battaglione del 35º reggimento Grenadieren (facente parte della 16. SS-Panzergrenadier-Division "Reichsführer-SS"), gli ufficiali Alfred Schöneberg, 83 anni, e Ludwig Heinrich Sonntag, 80 anni. Per altre due SS, Werner Bruß, 84 anni, e Georg Rauch, 83 anni, fu richiesto il non luogo a procedere, mentre per Heinrich Schendel, 82 anni, il Gup rinviò gli atti al pubblico ministero fissando il termine massimo di 5 mesi per ulteriori indagini.
Il 22 giugno 2005 il procuratore De Paolis chiede la condanna all'ergastolo per dieci tra ex ufficiali e sottufficiali tedeschi. Il tribunale militare di La Spezia accoglie la richiesta. Al momento della sentenza i dieci erano tutti ultraottantenni.

### Il processo e le condanne
La ricostruzione degli avvenimenti, l'attribuzione delle responsabilità e le motivazioni che hanno originato l'eccidio sono state possibili grazie al processo svoltosi al Tribunale militare di La Spezia, conclusosi nel 2005 con la condanna all'ergastolo per dieci SS colpevoli del massacro; sentenza confermata in Appello nel 2006 e ratificata in Cassazione nel 2007. Nella prima fase processuale si è svolto, grazie al pubblico ministero Marco de Paolis, un imponente lavoro investigativo, cui sono seguite le testimonianze in aula di superstiti, di periti storici e persino di due SS appartenute al battaglione che massacrò centinaia di persone a Sant'Anna. 
L'8 novembre 2007 vennero confermati dalla Corte di cassazione gli ergastoli all'ufficiale Gerhard Sommer e ai sottufficiali nazisti Georg Rauch e Karl Gropler. La Cassazione si è espressa contro la richiesta di rifare il processo in quanto i soldati delle SS sentiti come testimoni dovevano essere considerati coimputati e quindi le loro testimonianze non valide. La sentenza rigetta questa tesi e conferma che l'eccidio è stato un atto terroristico premeditato. Su iniziativa parlamentare del deputato Carlo Carli e altri, con legge 15 maggio 2003, n. 107, viene istituita, ai sensi dell'articolo 82 della Costituzione, una commissione parlamentare di inchiesta per indagare sulle anomale archiviazioni "provvisorie" e sull'occultamento dei 695 fascicoli (compresi quelli relativi alla strage di Sant'Anna di Stazzema) contenenti denunzie di crimini nazifascisti.
Il 1º ottobre 2012 la Procura di Stoccarda ha archiviato l'inchiesta per la strage nazista. L'organo giudiziario tedesco ha deciso l'archiviazione innanzitutto perché, secondo i magistrati, non sarebbe più possibile stabilire il numero esatto delle vittime: nella regione si trovavano anche numerosi rifugiati di guerra provenienti da altre zone. I reati di omicidio e concorso in omicidio per l'eccidio non sono prescritti; tuttavia, secondo la Procura tedesca, sarebbe stato necessario, per l'emissione di un atto di accusa, che venisse comprovata per ogni singolo imputato la sua partecipazione alla strage. E ciò non è stato ritenuto possibile dagli inquirenti tedeschi. Secondo la magistratura tedesca, inoltre, non sarebbe possibile accertare se la strage sia stata effettivamente un atto premeditato contro la popolazione civile, in quanto (sempre secondo la Procura di Stoccarda) è possibile che gli obiettivi dell'azione militare siano stati solo la lotta antipartigiana e il rastrellamento di uomini da deportare ai lavori forzati in Germania. Tale decisione, che è in contrasto con le risultanze processuali della magistratura italiana, ha suscitato incredulità e sdegno fra i sopravvissuti alla strage e prese di posizione contrarie da parte di vari esponenti politici in Italia.

## La famiglia Tucci
Un episodio simbolico dell'eccidio fu il massacro della famiglia di Antonio Tucci, ufficiale di marina che lavorava a Livorno, ma originario di Foligno, che aveva condotto la sua famiglia a Sant'Anna di Stazzema reputandola luogo sicuro. In questa strage morirono gli otto figli (la cui età andava dai pochi mesi ai 15 anni) e la moglie. Si salvò solo lo stesso Antonio Tucci, che quel giorno era lontano da casa e rientrò il giorno successivo; secondo alcuni testimoni, l'uomo, in preda alla disperazione, cercò di gettarsi tra le fiamme che ancora ardevano nella piazzetta del paese per morire assieme ai suoi cari e fu necessario trattenerlo con la forza.
Il 25 aprile 2004 il Comune di Foligno, durante la festa della Liberazione, rendendo omaggio alle vittime della Resistenza e degli eccidi, ha intitolato una piazza del centro cittadino a Don Minzoni; in mezzo alla piazza è stato realizzato un monumento che comprende una fontana a forma di clessidra, nel cui fascione centrale sono scolpiti in bronzo alcuni episodi a ricordo delle vittime, tra i quali la Croce della famiglia Tucci.

## L'eccidio nella cultura popolare

### Il "Parco Nazionale della Pace"
Su iniziativa parlamentare del deputato Carlo Carli ed altri parlamentari nel 1996, in memoria dell'avvenimento venne istituito il "Parco Nazionale della Pace" presso la località, con la legge 11 dicembre 2000, n. 381, con l'obiettivo di mantenere viva la memoria storica degli eventi ed educare le nuove generazioni ai valori della pace, della giustizia, della collaborazione e del rispetto fra i popoli e gli individui.
Si estende sul territorio collinare circostante il paese, concentrandosi nell'area sacrale che, dalla piazza della chiesa e dal Museo Storico della Resistenza, attraverso la Via Crucis e il bosco circostante, giunge al Col di Cava, dove è posto il Monumento Ossario. Il parco, sia dal punto di vista morfologico sia funzionale, costituisce un connubio ideale tra ambiente, storia e memoria, grazie a uno stretto collegamento tra la natura incontaminata, i borghi e gli insediamenti sparsi sul colle e i luoghi dell'eccidio.
Divenne luogo simbolo della memoria per la diffusione di una cultura di pace, attraverso iniziative, manifestazioni, mostre, convegni, a livello nazionale e internazionale.

### L'organo della pace
Il 29 luglio 2007, è stato inaugurato l'organo della pace (in tedesco: Friedensorgel), un organo a canne costruito dall'organaro italiano Glauco Ghilardi ispirandosi a strumenti dell'organaro tedesco Arp Schnitger, vissuto a cavallo tra il XVII e il XVIII secolo.
Lo strumento è situato sulla cantoria in controfacciata della chiesa del paese ed è racchiuso entro una cassa in legno con mostra composta da 27 canne di principale. A trasmissione integralmente meccanica, ha un'unica tastiera di 54 note con divisione tra bassi e soprani tra Do3 e Do#3, e una pedaliera dritta di 27 note e costantemente unita al manuale.

### Filmografia
- L'eccidio di Sant'Anna, regia di Paolo Bertola e Massimo Montepagani - documentario (2006)
- Sant'Anna per non dimenticare, regia di Alvaro Bizzarri - documentario (2007-2008)
- Miracolo a Sant'Anna (Miracle at St. Anna), regia di Spike Lee (2008)
- Lo stato di eccezione, regia di Germano Maccioni - documentario (2008)
- Inside Buffalo, regia di Fred Kudjo Kuwornu - documentario (2010)
- E poi venne il silenzio, regia di Irish Braschi - documentario (2011)
- XII844, regia di Diego Bonuccelli - cortometraggio (2016)[47]

### Discografia
- Sant'Anna, brano tratto dall'album Tutto qua di Fabio Concato.
- Lettera da Sant'Anna, brano tratto dall'album Così canterò tra vent'anni di Simone Avincola.

## Onorificenze

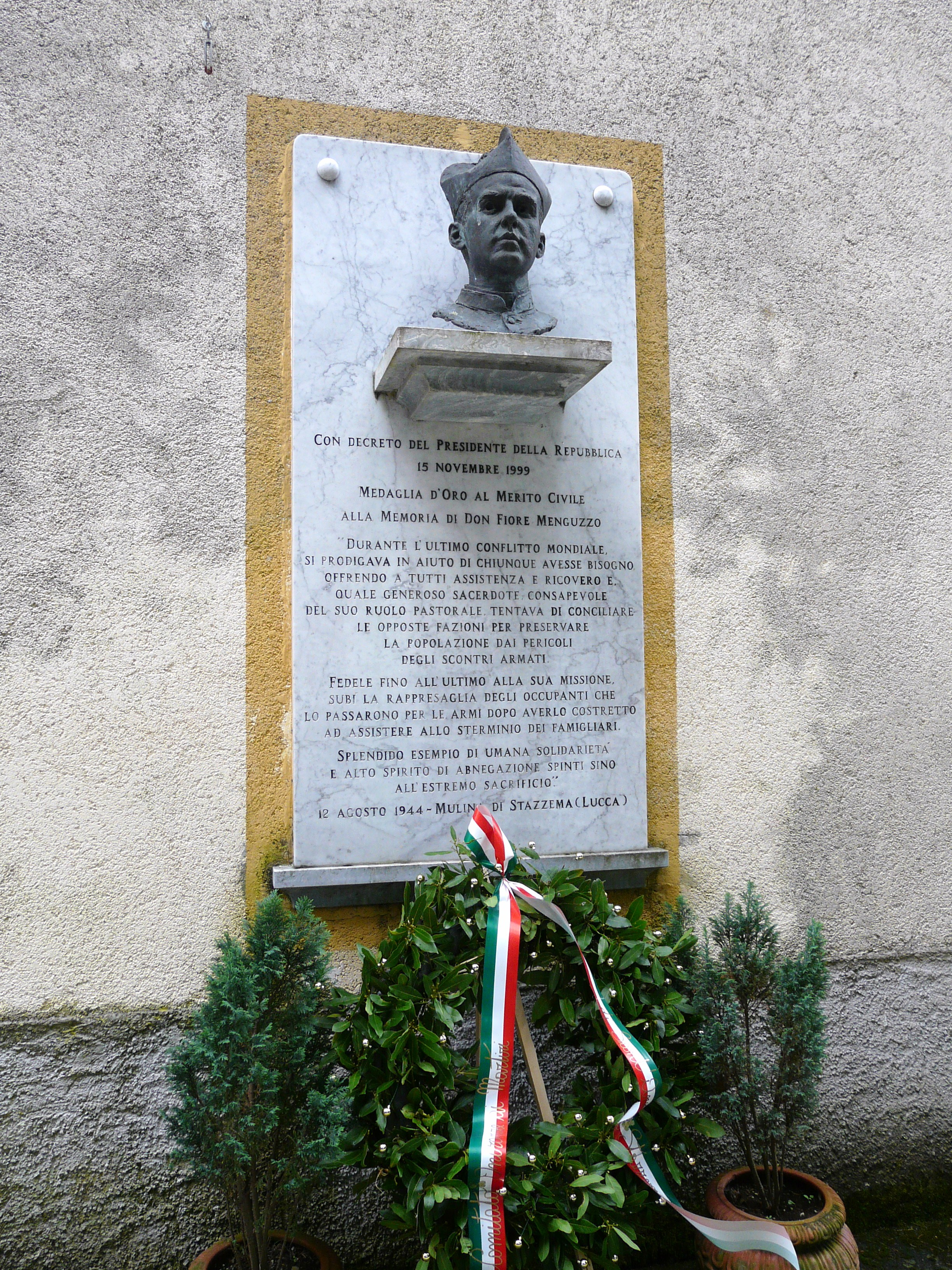
Lapide celebrativa a don Fiore Menguzzo

Comune di Stazzema
Don Fiore Menguzzo
Don Innocenzo Lazzeri
Genny Bibolotti Marsili
Milena Bernabò
Cesira Pardini